# Busto de Jalil Mammadguluzade (Sumqayit)
El busto de Jalil Mammadguluzade (en azerí: Cəlil Məmmədquluzadənin büstü)  es un monumento de bronce dedicado a Jalil Mammadguluzade y realizado por V.Nazirov. El busto fue erigido en honor del escritor, periodista, dramaturgo, editor de la revista satírica “Molla Nasreddin”, licenciado en el Seminario de Maestros de Gori, maestro, fundador del Museo de Etnografía en Najicheván, Jalil Mammadguluzade. El monumento fue construido en 2003. El busto de Jalil Mammadguluzade está ubicado en la calle de Jalil Mammadguluzade, en el territorio del sexto microdistrito de Sumqayit. El pedestal del monumento y las paredes que lo rodean están revestidos de piedra de aglay.